# F-16 Demo Team

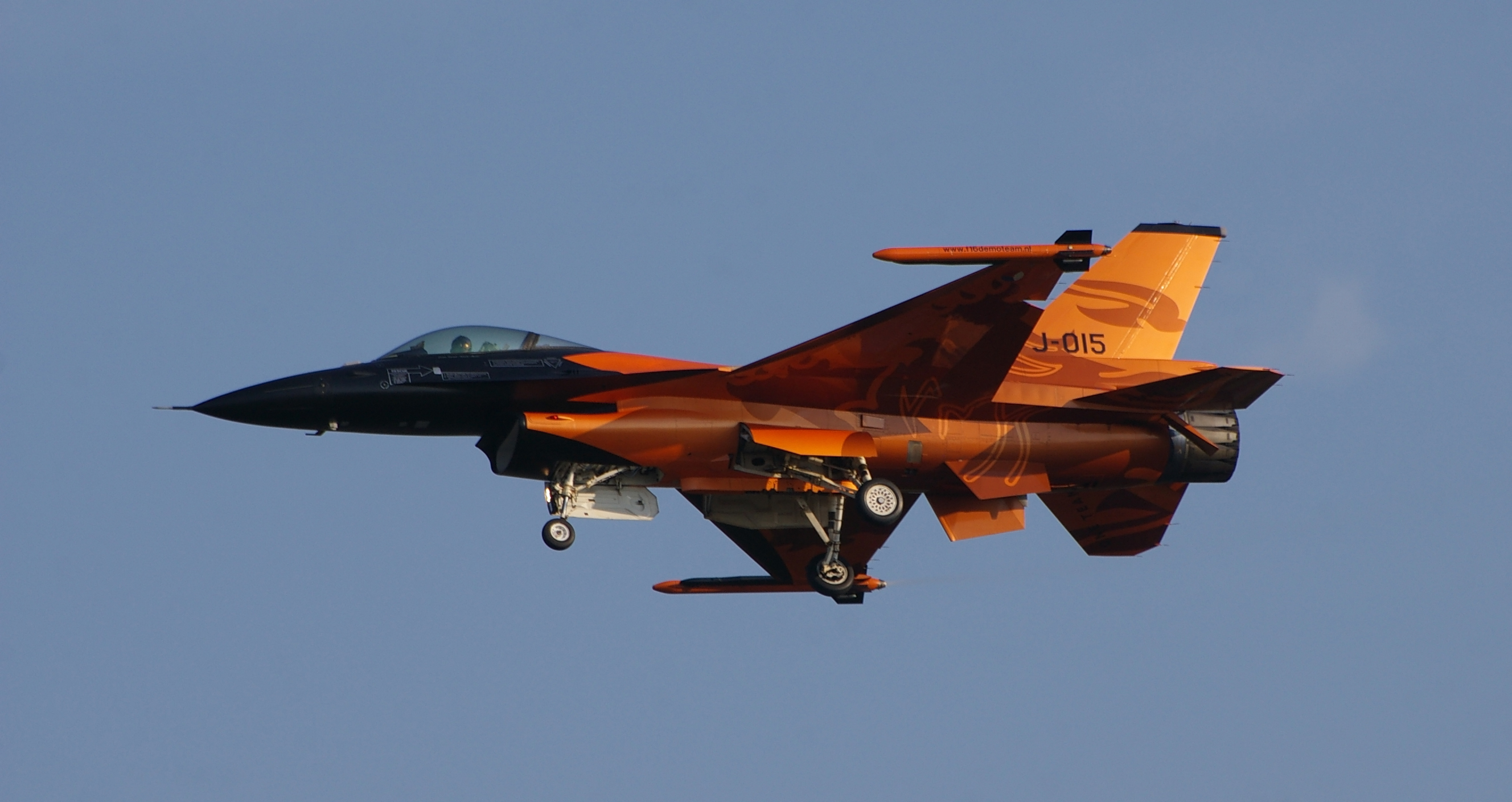
De F-16 J-015 van het F-16 Demo Team

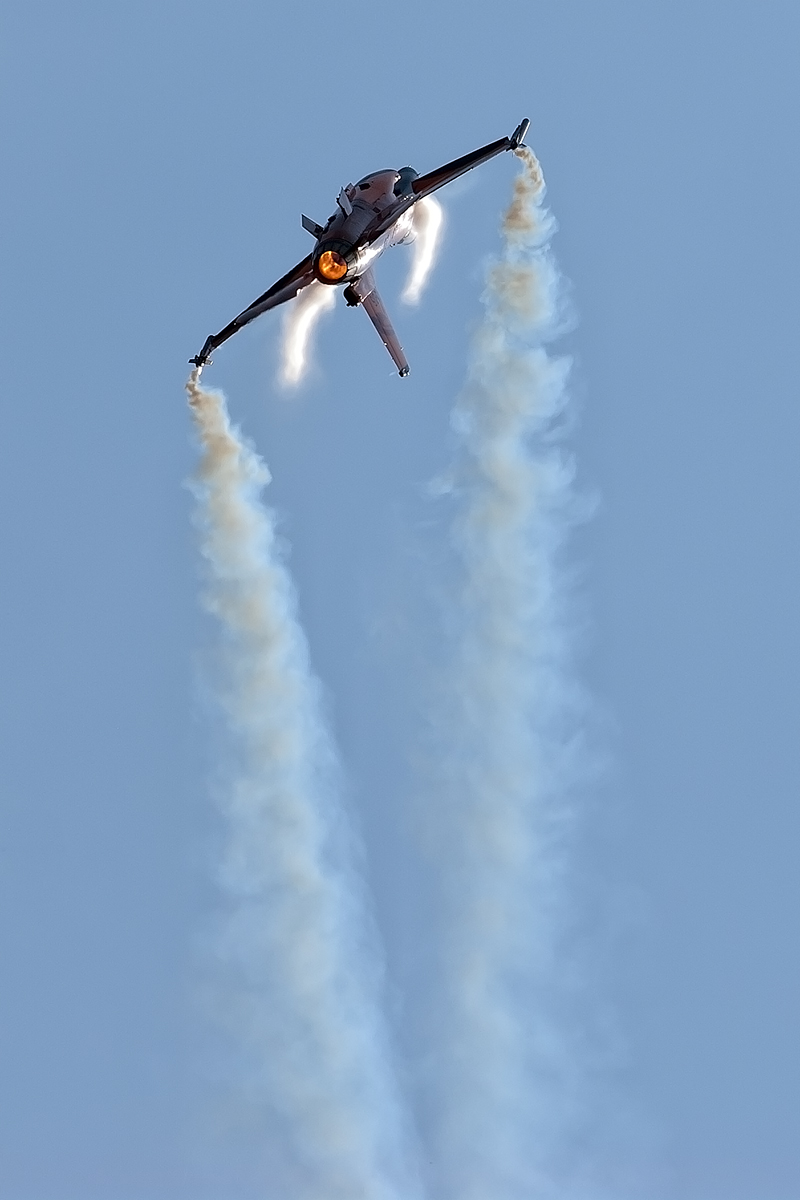
De J-015 tijdens Volkel in de Wolken 2012

Het F-16 Demo Team, ook wel F-16 Solo Display Team genoemd, was een demonstratieteam van de Koninklijke Luchtmacht (KLu) van Nederland. Het team vertegenwoordigde sinds 1979 de KLu tijdens (inter)nationale evenementen. Het nam elk zomerseizoen deel aan diverse vliegshows in binnen- en buitenland om vliegdemonstraties te geven met het F-16 Fighting Falcon gevechtsvliegtuig. Vanwege operationele bezigheden vloog het team niet in 2015. In de daaropvolgende jaren bleek het lastig, zo niet onmogelijk voldoende gekwalificeerd personeel te vinden en werd niet meer deelgenomen aan vliegshows. Waarop in 2018 werd besloten om volledig te stoppen per januari 2019.

## Doel en samenstelling
Doel van het team was om de werking van de F-16 en de professionaliteit van de Koninklijke Luchtmacht te tonen aan het grote publiek, met name in de vorm van een vliegdemonstratie. Daarnaast het onderhouden van goede betrekkingen met andere buitenlandse luchtmachten, en als een buitenlandse luchtmacht een deelnemer stuurt naar de jaarlijkse Open Dagen Koninklijke Luchtmacht om als dank bij die desbetreffende luchtmacht een optreden te geven. Ook had het team een wervingstaak door jongeren enthousiast te maken voor een baan bij de KLu.
Het team bestond uit de volgende leden:
- De demovlieger
- Twee coaches (beiden vlieger)
- Twee technische specialisten
- Vier grondpersoneel (crewchiefs)
- Een technisch assistent
- Drie adviseurs

De levering van de manschappen voor het team werd om het jaar afgewisseld door Vliegbasis Volkel, Leeuwarden en eerder Twenthe.
Voor een periode van een aantal (meestal vijf) jaren werd een F-16 uit de inventaris van de Koninklijke Luchtmacht gehaald om gebruikt te worden voor vliegshows. Sinds 2001 werden deze vliegtuigen volledig in speciale kleuren geschilderd. De F-16 die tot 2009 demonstraties verzorgde had een zwart geschilderde voorkant met een achterzijde geschilderd in grijze en zilveren strepen (kenteken J-055). Met ingang van 2009 was de demokist vervangen door de J-015, beschilderd met een oranje leeuw op een lichte oranje achtergrond.

## Vliegers
Vliegers van het demoteam waren:
| Periode   | Vlieger                            |
| --------- | ---------------------------------- |
| 1979      | Capt. Willem Sneek                 |
| 1980-1983 | Capt. Gert "Barney" Booij          |
| 1984-1985 | Capt. Hans "Midas" Weber           |
| 1986      | Maj. "Barney" Booij                |
| 1987-1988 | Capt. Henri "Basco" Schevers       |
| 1989-1990 | ELT Maarten "Puke" Pladet          |
| 1991-1992 | Capt. Reinder "Dagger" Zwaart      |
| 1993      | Capt. Gerhard "Garlic" Went        |
| 1994      | Capt. Peter "Finger" Janssen       |
| 1995-1996 | Ries "Champ" Kamperman             |
| 1997-1998 | Capt. Patrick "Spout" Tuit         |
| 1999-2000 | Robert-Jan "Woods" Bosch           |
| 2001-2002 | Capt. Richard "Tomba" Buijs        |
| 2003-2004 | Capt. Christian "Louis" van Gestel |
| 2005-2006 | Capt. Gert-Jan "Goofy" Vooren      |
| 2007-2009 | Capt. Ralph "Sheik" Aarts          |
| 2010-2011 | Capt. Tobias "Hitec" Schutte       |
| 2012-2013 | Capt. Stefan "Stitch" Hutten       |
| 2014      | Capt. Jeroen "Slick" Dickens       |